# حالت منطقی
حالت منطقی (به انگلیسی: Logic form) نوعی نمایش دانش به صورت ساده و منطق مرتبه اولی از جملات زبان طبیعی است. حالت مطقی از طریق پیوند گزاره‌های مفهومی تشکیل می‌شود یعنی این گزاره‌ها از طریق شناسه (آرگومان)های مشترک با هم مرتبط می‌شوند. هر اسم، فعل، صفت، قید، ضمیر، حرف اضافه و حرف پیوند یک گزاره تشکیل می‌دهد.
حالت منطقی توسط معنی کلمه تزیین می‌شود، هدف از این کار ابهام زدایی از معنی کلمه است. دو نوع گزاره وجود دارد: «واقعه» که توسط e علامت گذاری می‌شود، و «موجودیت» که توسط x علامت گذاری می‌شود. شناسه (آرگومان)های مشترک، «فاعل و مفعول» افعال و حروف اضافه را به یکدیگر متصل می‌کند.
در زیر مثالی از ورودی/خروجی آمده‌است:
```
Input: 
The Earth provides the food we eat every day.

Output: 
Earth
:n_#1(
x1
) 
provide
:v_#2(
e1
, 
x1
, 
x2
) 
food
:n_#1(
x2
) 
we
(
x3
) 
eat
:v_#1(
e2
, 
x3
, 
x2
; 
x4
) 
day
:n_#1(
x4
)
```

از حالت منطقی در بعضی از فنون پردازش زبان‌های طبیعی استفاده می‌شود: مثلاً در جواب دادن به سؤال؛ همچنین برای استنتاج هم در سامانه پایگاه داده و هم در سامانه‌های QA از حالت منطقی استفاده می‌شود.

## ارزیابی
در سال ۲۰۰۴ در SENSEVAL-3 بایگانی‌شده  در ۲ سپتامبر ۲۰۰۵ توسط Wayback Machine یک روش ارزیابی ارائه شده‌است.